# Orogenia alpina

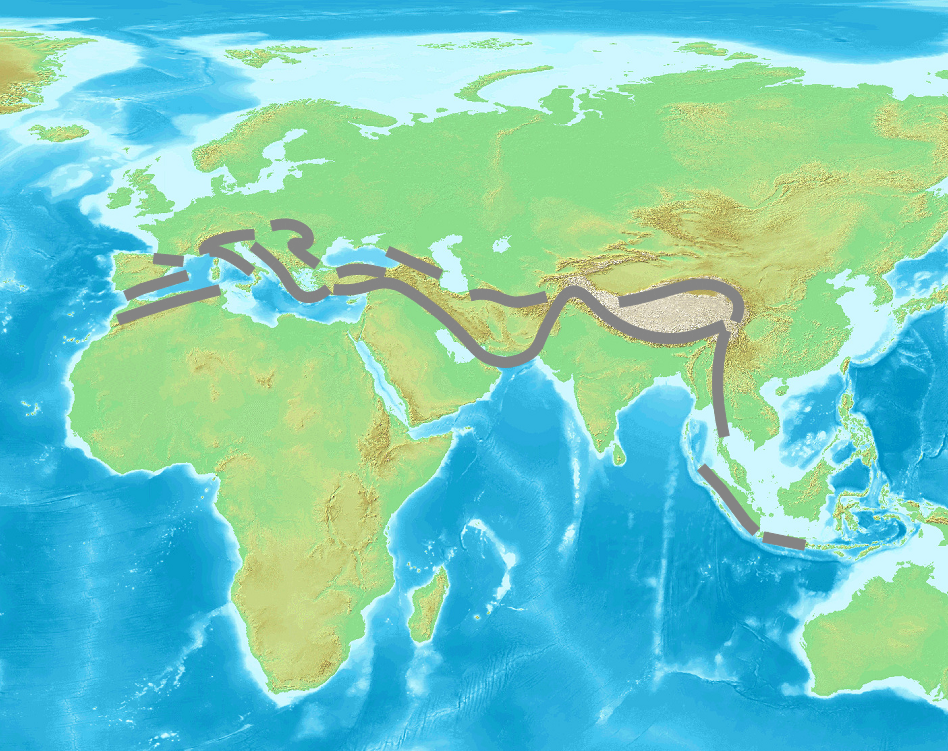
Extensión de la orogenia alpina.

La orogenia alpina es una etapa de formación de montañas (orogénesis) que se produjo durante el Cenozoico, cuando África, el subcontinente indio y la pequeña placa de Cimmeria chocaron contra Eurasia. Formó las principales cadenas montañosas del sur de Europa y Asia, comenzando en el Atlántico, pasando por el Mediterráneo y el Himalaya y terminando en las islas de Java y Sumatra: Atlas, Rif, cordilleras Béticas, cordillera Cantábrica, Pirineos, Alpes, Apeninos, Alpes dináricos, Pindo, Montes Cárpatos, montes Balcanes, montes Tauro, Cáucaso, montes Elburz, Zagros, Hindú Kush, Pamir, Karakórum e Himalaya. 
Los movimientos convergentes entre las placas tectónicas comenzaron ya en el Cretácico Inferior, pero las grandes etapas de formación de montañas se iniciaron del Paleoceno al Eoceno. La mayoría de la orogenia se produjo durante el Oligoceno y Mioceno, continuando en la actualidad en algunas de las cadenas montañosas alpinas.
La India comenzó a chocar con Asia hace cerca de 55 millones de años, comenzando así la formación del Himalaya hace entre 52 y 48 millones de años y cerrando finalmente el extremo este de la vía marítima de Tetis. Al mismo tiempo, la placa africana comenzó a cambiar su dirección, del oeste al noroeste hacia Europa.
Las etapas centrales, que abarcan la formación de los Alpes y Cárpatos en Europa y el Atlas en el norte de África, se produjeron entre 37 y 24 millones de años atrás. Esta colisión aún continúa hoy.